# Кизлярський район
Кизлярський район — муніципальний район Дагестану, Росія.
Адміністративний центр — місто Кизляр (не входить до складу району).

## Географія
Район розташований у північній частині Дагестану. Межує з півночі і з заходу з Тарумовським районом, на півдні — з Бабаюртівським, на заході — з Чеченською Республікою, на сході — з Каспійським морем.
Територія Кизлярського району розташована на Прикаспійській низовині, в гирлі річки Терек, що відбивається на характері рослинності і ландшафту.
Ландшафт степового типу з наявністю луків, заболочених ділянок, а також солончакових пустель. Площа території району — 3047 км².

## Природа
У заболочених низинних ділянках зустрічаються великі зарості очерету.
Тваринний світ представлений: рептиліями (гадюки), птахами (фазан, водоплавні дикі качки, лиски та ін.), ссавцями (очеретяний кіт, корсак, дикий кабан, ондатра, тушканчик).
 
У річках і на Каспії водиться різноманітна риба: осетер, севрюга, білуга, черноспинка, вобла, сазан, сом , щука, судак тощо.

## Особливо охоронювані природні території
- Державний природний заказник федерального значення «Аграханський»[1]

## Історія
Кизлярський район було утворено в 1920 році. З 22 лютого 1938 по 22 березня 1944 року був Кизлярським округом Орджонікідзевського краю. З 22 березня 1944 по 9 січня 1957 року — перебував у складі Грозненської області. 9 січня 1957 року переданий до складу Дагестанської АРСР.

## Економіка
Економіка Кизлярського району — сільське господарство, що включає в себе:
1. Відгінне тваринництво. Коли взимку з гірських територій в основному невелика
рогата худоба переганяється на більш м'які, порівняно з горами, пасовища.
2. Рибальство. В силу близькості Каспійського моря в прибережних населених пунктах рибальство
є основною галуззю господарства. Чимале значення має також мережа каналів і озер на території
самого Ктзлярського району, що грають безпосередню роль для нересту риби, що мешкає в Каспії.
3. Виноробство.
4. Поширене вирощування зернових культур, зокрема рису, баштанних культур, розвинуте овочівництво, садівництво.

## Населення
Населення — 70 200 чоловік.
Частка росіян і терських козаків в районі скоротилася з 78,6 % (16 471 житель) в 1959 році до 12,33 % (8294 жителів) в 2010 році, тоді як частка гірських народів Дагестану збільшилася за 1959—2010 роки: аварців з 4,0 % (862 особи) до 46,62 % (31 371 осіб), частка даргинців — з 0,8 % (165 людини) до 19,46 % (13 092 осіб), частка лезгин — з 0,01 % (3 особи) до 3,39 % (2283 особи), лакців — з 0,1 % до 3,51 % (2361 осіб). Частка сусідніх ногайців і кумиків скоротилася за 1959—2010 роки з 8,3 % (1786 осіб) до 4,79 % (3220 осіб) та з 2,0 % (422 людини) до 1,35 % (909 осіб) відповідно при чисельному зростанні.
Національний склад населення за даними Всеросійського перепису населення 2010 року:
| Народ            | Чисельність, чол. | Частка від усього населення,% |
| ---------------- | ----------------- | ----------------------------- |
| Аварці           | 31371             | 46,62 %                       |
| * Власне аварці  | 31298             | 46,51 %                       |
| * дідойці (цези) | 63                | 0,09 %                        |
| * Ахвахці        | 5                 | 0,01 %                        |
| * Андійці        | 5                 | 0,01 %                        |
| Даргинці         | 13092             | 19,46 %                       |
| Росіяни          | 8294              | 12,33 %                       |
| Ногайці          | 3220              | 4,79 %                        |
| Лакці            | 2361              | 3,51 %                        |
| Лезгини          | 2283              | 3,39 %                        |
| Азербайджанці    | 1584              | 2,35 %                        |
| Табасарани       | 1032              | 1,53 %                        |
| Рутульці         | 1023              | 1,52 %                        |
| Кумики           | 909               | 1,35 %                        |
| Цахури           | 671               | 1,00 %                        |
| Чеченці          | 449               | 0,67 %                        |
| Агули            | 183               | 0,27 %                        |
| Вірмени          | 164               | 0,24 %                        |
| Інші             | 490               | 0,73 %                        |
| Не зазначили     | 161               | 0,24 %                        |
| Усього           | 67287             | 100,00 %                      |